# Aeschnophlebia skiaperipola
Planaeschna skiaperipola – gatunek ważki z rodziny żagnicowatych (Aeshnidae). Występuje w południowo-wschodnich Chinach; stwierdzono go w prowincji Guangdong, w Hongkongu oraz prowincji Fujian. Opisali go w 2008 roku Keith D.P. Wilson i Zai-Fu Xu, nadając mu nazwę Planaeschna skiaperipola.